# Коллекционирование минералов
Коллекционирование минералов — собирание образцов минералов и систематизация их по какому-либо признаку, отражающему сущность, свойства или применение минералов.
Принцип подбора экспонатов в коллекции может быть различным: систематика минеральных видов; природные формы кристаллов и агрегатов; включения в минералах, минералы определённого региона или месторождения; рудные минералы; минералы по их происхождению, по типам месторождений; геммологические коллекции драгоценных или полудрагоценных минералов или изделий из них и т. д.
Коллекционирование минералов включает их диагностику, систематизацию собранных экспонатов, изучение коллекционируемых минералов и документирование коллекции.
Минералы можно добывать везде, где не запрещено законом. В XX веке самой значительной фигурой в этой сфере был московский минералог-энциклопедист В. И. Степанов.